# پی‌سیف
پی‌سیف (انگلیسی: Paysafe) شرکت تجارت الکترونیک بریتانیایی است، که در سال ۲۰۱۷ تأسیس شد.